# Cynoglossus kapuasensis
Cynoglossus kapuasensis är en fiskart som beskrevs av Fowler, 1905. Cynoglossus kapuasensis ingår i släktet Cynoglossus och familjen Cynoglossidae. Inga underarter finns listade i Catalogue of Life.